# 瑠璃光寺 (糸島市)
瑠璃光寺（るりこうじ）は、福岡県糸島市にある真言宗大覚寺派の寺院。山号は火山（ひやま）。本尊は薬師如来。正式呼称は火山薬師瑠璃光寺（ひやまやくしるりこうじ）。江戸時代までは千如寺の末寺であったが、現在は真言宗大覚寺派の一末寺となっている。

## 概要

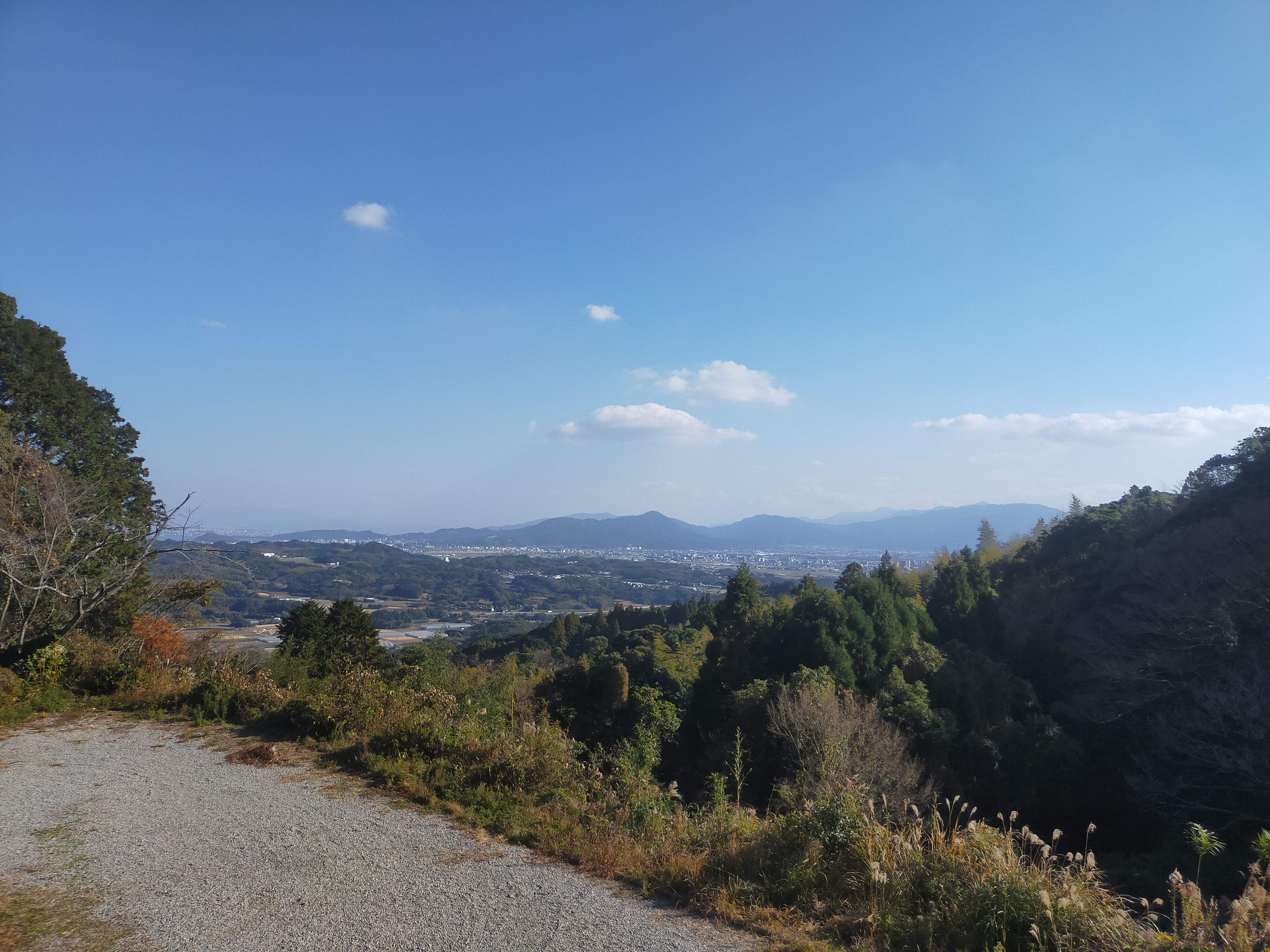
瑠璃光寺からの眺め

糸島半島北西部の火山の9合目付近に位置し、寺からは高祖山や大野城跡が一望でき、初日の出の名所としても知られる。
もとは山頂に薬師堂があったが、後述の伝承により、現在の地に下したとされる。山頂のパラボラアンテナの横には奥之院があり、石像の弘法大師と不動明王が祀られている。なお、寺の名も後述の伝承に由来するものである。
寺の本尊は薬師如来であるが、正式には薬師瑠璃光如来（やくしるりこうにょらい）と呼ばれ、左手に薬壺を載せ、右手は施無畏印を結ぶ。また、脇侍として月光菩薩が安置され、眷属として十二神将を従えている。
特に眼病治癒に霊験があるとされ、所願成就のお礼として絵馬が多数奉納されている。また、井戸からの湧水は「薬王水」と呼ばれ、現在でも多くの参拝客が病気の平癒を願って水を汲みに訪れている。

## 歴史
寺の創設年は不明であるが、インドから渡来した僧・清賀（せいが）が、沖を通る船の守り神として開いたとされる。清賀はまず雷山に登り、千如寺を開いた後、火山に登り瑠璃光寺を開いた。
天文元年（1532年）には、失火により本尊が焼失した。村人たちは嘆き悲しんだが、その夜、15歳以上のすべての男女の夢枕に薬師如来が立ち、「壱岐国の孫次郎の家にある椿の木に宿っているから、迎えにきてくれ」と告げ、村人たちはそのお告げの通りの場所にあった椿の木を持ち帰り、薬師如来像と十二神将を刻んだと伝えられている。なお、その薬師如来像は平成14年（2002年）に修復し、現在は旧本堂に祀られている。
宝暦4年（1754年）には、千如寺住職により再興され、新しく薬師如来像を刻み、本堂に大祭日を除く秘仏として安置された。
平成21年（2009年）には山王社の移転に伴って新たに青銅製の経筒が発見された。寺の境内に土を盛るために、地蔵堂後ろの丘陵部分を重機で掘削したところ発見に至った。出土物の形態的特徴から12世紀前半頃のものであると考えられている。

## 伝承
瑠璃光寺には以下のような話が伝えられている。
遣唐使を盛んに出していた時の頃、ある使節の一行が唐泊の静かな港を出た。船が野北沖に進み、大門崎が左に見えた頃から風が次第に強まり、波も高くなり、ついには船が大きく揺れるほどの嵐となった。
使節の一行には、唐へ留学する僧が加わっていた。この僧が仏の慈悲による力で難を逃れようと一心に祈っていたところ、はるか彼方の陸地の上空に一点の光が見えた。その光は瑠璃色となり、山の頂から燦然と辺りを照らした。この不思議な光を見た僧は「霊火だ！」と叫び、舷に倒れている者たちを起こしてその霊火を拝ませた。すると不思議なことに、霊火は忽然と消え、次第に嵐はおさまった。
一行はこの出来事が不思議でならず、僧に尋ねると「あの山は昔、不知火山といって、神功皇后が山の上で火を焚かれ、後の時代に清賀という高僧が薬師如来を祀られた霊地である。思うに今夜の嵐も我々一行があの霊山に対して礼を尽くさなかったために如来の怒りを買ったからのことであろう」と僧は答え、なおも不知火山に向かって礼拝するのであった。
その後も、霊火を見ても礼拝せず帆を上げたまま航行しようとする船があると、難船の憂き目を見るため、人々は霊火を恐れて航行の際には必ず帆を下げ、礼拝する習わしになった。寺の名を瑠璃光寺と称すのは、この伝承に由来するからであるという。
なお、その後のことが寺に残る『瑠璃光寺略縁起』に記されている。帆を下げて拝まなければ、風が吹いて船を転覆させようとするため、海から見えない現在の位置に本堂が移され、本尊である薬師如来は秘仏とされた。現在は年4回の開帳の時にのみ、本尊を拝観することができる。

## 境内

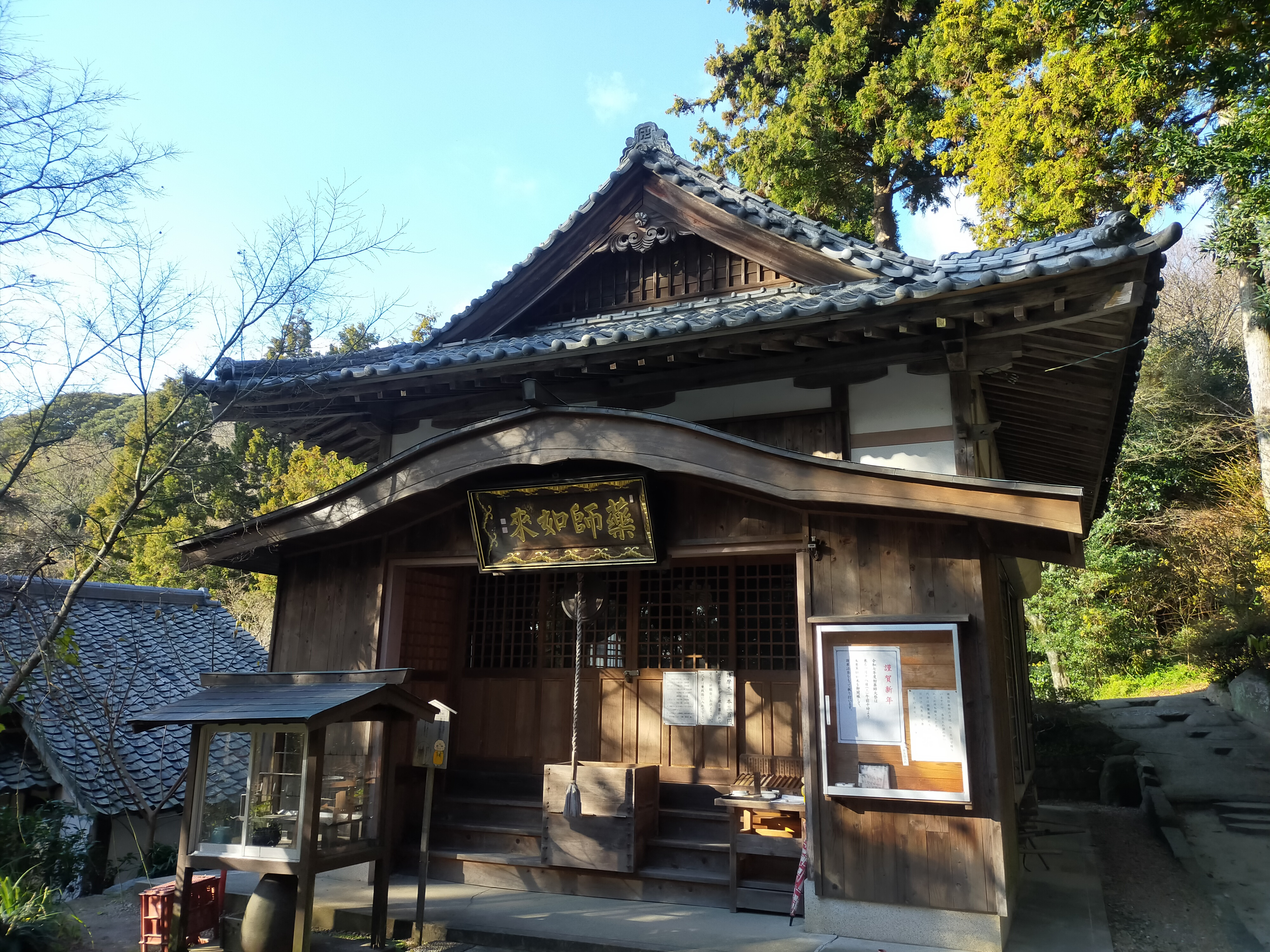
本堂

『筑前国続風土記』には、「真言宗仏堂二間、三間、寺内に焼火権現・景行天皇・日本武尊・金毘羅権現を合祀れる祠及び山王社・大師堂あり」とある。
現在の境内には、本堂、旧本堂、大師堂、地蔵堂、金毘羅社のほか、一段高いところに山王社を祀る。参道下には薬王水が湧く井戸がある。

## 主な行事
月例祭は毎月上旬に行われる。特に1月、4月、7月、10月の大祭日は薬師如来大祭として開帳を行う。法要後、住職が大般若波羅蜜多経の経巻で、参拝者全員の肩を軽くたたく。そして、般若心経を唱えながら参詣者全員で大念珠を右回りに廻していく。

### 大祭日[6]
- 1月上旬 - 初薬師大祭
- 4月上旬 - 花まつり大祭（お釈迦様誕生祭）
- 7月上旬 - 夏季大祭（山王社祭）
- 10月上旬 - 秋の神仏大祭（金毘羅祭）

## ギャラリー
- 旧本堂
- 大師堂
- 地蔵堂
- 金毘羅社
- 山王社
- 井戸
- 奥之院へと続く石段
- 奥之院

## 現地情報

### 所在地
- 福岡県糸島市志摩稲留1053番地

### 交通アクセス
- 西九州自動車道前原インターチェンジから約20分[1]

最寄り駅
- JR九州筑肥線筑前前原駅

最寄のバス停・路線
- 稲留バス停（船越・野北線）から徒歩約30分[1]